# Yangdon Dhondup
Pour les articles homonymes, voir Dhondup.
Yangdon Dhondup, née en 1970 en Inde, est une tibétologue tibétaine.

## Biographie
Yangdon Dhondup est née en Inde. Elle a été scolarisée en Suisse. Elle est diplômée en études chinoises de la School of Oriental and African Studies (SOAS) de l'université de Londres. 
En 1999, Yangdon Dhondup a obtenu une maîtrise en études chinoises et en politique à la SOAS à l’université de Londres. En 2004, dans cette même université, elle a soutenu sa thèse sur « la littérature tibétaine contemporaine en chinois ». Elle est traductrice depuis le chinois vers l’anglais. 
Elle fut conseillère pour le documentaire Angry Monk - Réflexions sur le Tibet, un film suisse du réalisateur Luc Schaedler sorti en 2005. Outre la recherche dans les archives, elle a fait plusieurs interviews pour le script. En 2006, ce film a été nommé pour le Grand Prix du Jury au Festival du film de Sundance.
Elle est actuellement une chercheuse dans le département d'Études des religions à SOAS, l'université de Londres. Ses cours portent sur bouddhisme tibétain.

## Publications
- Caught between margins: culture, identity and the invention of a literary space in Tibet, University of London, 2004, (ASIN B001PCU6SS)
- Avec Frank Stewart, Song of the snow lion, Manoa 12:2, University of Hawaií Press, 2000,  (ISBN 0824823850 et 9780824823856)
- Participation à Modern Tibetan literature and social change, Lauran R. Hartley, Patricia Schiaffini-Vedani, Duke University Press, 2008,  (ISBN 0822342774 et 9780822342779)

### Articles
- In Search For Their Ancestors: Contemporary Writing From Tibet, Tibetan Review, July 2001.
- The Life of Gendun Chophel Re-discovered, 2003, Lungta, Amnye Machen Institute, Dharamsala.